# 간도특설대
간도특설대(일본어: 間島特設(部)隊 간토토쿠세쓰(부)타이[*]) 또는 간도특설부대는 일본 제국의 괴뢰국인 만주국이 동북항일연군· 팔로군· 조선의용군 등 중국 공산당 휘하의 조직 등 만주에 존재하던 기타 항일 조직을 토벌하기 위해 1938년 조선인 중심으로 조직하여 1939년부터 본격적인 작전을 수행하였으며, 일제가 패망할 때까지 존속한 800~900여 명 규모의 대대급 부대였다.

## 개요
간도 특설대는 당시, 간도(間島)에서 중국공산당 휘하의 동북항일연군 등의 반일-반만주국 투쟁에 의해 곤경에 빠진 만주국-일본 당국에 의해 설립되었다. 만주국(滿洲國)의 참의원을 지낸 이범익이 '조선 독립군은 조선인이 다스려야 한다'며 설립하여 대대장 등 몇몇 직위를 제외하고 조선인으로 채워졌다. 명칭도 이에 유래하였고, 일본군이 아닌 만주국군에 소속되었다.
동북항일연군(東北抗日聯軍) 등 다수의 항일조직은 군대, 관헌 등의 단속과 집단주거 마을건설에 의해 주민과 격리된채 은신하면서 게릴라전을 전개하였다. 이에 맞서 간도 특설대는 게릴라전에 특화된 부대로 육성되었다. 간도특설대는 1939년에서 1942년까지는 만주국 내에서 항일운동을 하는 저우바오중 여단장이 지휘하던 동북항일연군(1940년부터 1941년 사이에 동북항일연군,1942년 소련적군제88독립보병여단개편)과 전투를 수행하였다.
1944년 1월 15일 러허성(지금의 북경시)으로 옮겨갔다. 1944년 가을부터 1945년 1월까지는 러허성밀원현 석갑진일대에서, 1945년 1월부터 특설부대가 해산되기까지는 하북성 난남현 팔로군에 대한 토벌을 했다

### 활동
주요 토벌 대상은 한족과 조선인 그리고 중국공산당의 일원인 양징위 저우바오중가 지휘자로 있는 동북항일연군 김두봉 김무정이 이끄는 조선의용군 중국공산 혁명군 팔로군이었다.

#### 부정적 활동사례
1939년 5월 특설부대는 일본수비대를 배합하여 안도현 서북차에서 야간 토벌을 진행하던 중 산림 속에서 불빛을 발견하고 체포를 하고 보니 산나물을 뜯는 부근 마을의 백성이었다. 그런데도 염천 대대장과 산천 중대장은 무고한 백성들을 죽여서 불에 태워버렸다.
1939년 7월 1일 특설부대는 천보산 광산이 항일연군의 습격을 받았다는 급보를 받고, 도문 일본군 수비대와 협동 작전을 하여 천보산을 토벌했다. 교전 중 항일연군 전사 한 명이 희생되었는데 특설부대는 특설부대의 충혼비에 제를 지내기 위해 항일연군 전사자의 배를 가르고 간장을 꺼내 빈 통조림통에 넣었다. 그런데 그것을 메고 가던 민부가 허기를 달래려고 통조림인 줄로 알고 훔쳐서 먹다가 생고기인지라 버렸다고 한다.
1941년 겨울 특설부대의 3개 중대는 원부시 대대장의 지휘 아래 (길림성부근) 안도, 돈화, 화전 등 3개 현에 대한 토벌을 진행, 제2중대와 기포중대의 3명 대원이 변복한 항일군 2명을 체포하였다. 하나는 제1중대의 취사반에서 잡일을 하게 하고, 하나는 기포련에서 말을 먹이게 하였는데, 취사반에 있던 사람이 도망을 한 것을 도목구에서 다시 붙잡아다가 부대를 명월구 공동묘지 앞에 집합 시키고, 총부의 부관 옥량 중위가 군도로 머리를 베고 시체 옆에서 목을 들고 기념 사진을 찍었다.
1941년 1월 특설부대는 안도현 대전자에서 동쪽으로 약 30리 떨어진 산림에서 항일연군 여전사 4명을 체포, 압송 도중 강간을 시도하려다 실패하자 살해하였다.
1942년 8월 특설부대 제1중대는 변의대를 조직하여 차조구에 가서 정보를 수집하는 중 논밭에서 일하는 농민 두 사람이 양민증이 없다는 구실로 형벌을 감행한 후 체포하였다.
1944년 1월 15일 열하성(지금의 북경시)으로 옮겨갔다.
1944년 가을부터 1945년 1월까지는 열하성 밀원현 석갑진일대에서, 1945년 1월부터 특설부대가 해산되기까지는 하북성 난남현 팔로군에 대한 토벌을 했다.
교전 중 전사한 이들에게는 《16용사 기념비》를 세웠으며, 만주국 국무원에서는 전사자 중 반장 오현상에게는 경훈장, 남일록(南日錄) 등 15명에게는 주국장을 발급하였고, 생존자 중 끝까지 저항했던 현학춘(玄鶴春)에게는 3급 무공장을 수여하였다.

## 역대 간도특설대장
- 초대 染川一男 소교
- 2대 渡辺捨五郎 소교
- 3대 園部市二郎 소교
- 4대 佐々木五郎 소교
- 5대 柴田清 소교
- 6대 藤井義正 소교

## 부대가
1939년 12월부터 1945년에 해산될 때까지 부대가로 불렀던 노래는 간도특설대의 정신을 잘 말해준다.

시대의 자랑, 만주의 번영을 위한

징병제의 선구자, 조선의 건아들아!

선구자의 사명을 안고

우리는 나섰다. 나도 나섰다. 

건군은 짧아도

전투에서 용맹을 떨쳐

대화혼(大和魂) 은 우리를 고무한다.

천황의 뜻을 받든 특설부대

천황은 특설부대를 사랑한다.

## 조선인 군인
150여명의 조선인이 간도특설대의 장교로 복무를 했다. 이중 알려진 인물은 다음과 같다.
봉천군관학교 출신
- 강재호 (제4기)
- 김백일 (제5기)
- 송석하
- 김석범
- 신현준
- 김홍준
- 백선엽 간도특설대 43년 2월~광복(45.1월 원대 복귀라는 기사있음. 원대 어딘지 확인요망)

기타 출신
- 이용
- 윤춘근
- 박창암
- 마동악
- 최남근

이들중 백선엽, 신현준, 김석범, 김백일, 송석하, 김홍준 등 6명이 국군 창군 원로로 국립현충원에 안장되어 있다. 이들은 2009년 친일 반민족행위 진상규명위원회가 발표한 친일 반민족행위자 명단에 포함되어 있다.

## 참고 자료
- 신주백, 「滿洲國軍 속의 조선인 군인들」, 2002
- 류연산의 일송정 푸른 솔에 선구자는 없었다[깨진 링크(과거 내용 찾기)]
- 《대한민국 임시정부의 안살림꾼》, 신명식, 역사공간, 2010년 11월 30일, ISBN 10-8990848741
- 《바로 잡아야 할 우리 역사...1》, 역사문제연구소 지음, 역사비평사, 1997년 8월 31일, ISBN 10-8976962176